# Cymothales liberiensis
Cymothales liberiensis är en insektsart som beskrevs av Van der Weele 1904. Cymothales liberiensis ingår i släktet Cymothales och familjen myrlejonsländor. Inga underarter finns listade i Catalogue of Life.